# 戸田橋花火大会
戸田橋花火大会（とだばしはなびたいかい）は、荒川河川敷において毎年8月第1土曜日に行われる花火大会。

## 概説
1951年（昭和26年）に埼玉県戸田町（現戸田市）と東京都板橋区間の「飛び地」を含めた複雑な都県境をよりわかりやすくシンプルな境界線とするために板橋・戸田両区町間で都県境変更を行った。これを記念して開催され、半世紀以上の歴史を持つ伝統のある花火大会である。
1960年代後半には都営三田線乗り入れ工事の関係で板橋区側の開催が中断されたあおりを受けて2回ほど開催が中止されたことがあるほか、2011年は東日本大震災の影響を、2020 - 22年はCOVID19の影響をそれぞれ受け開催が中止された。
- 広い荒川の河川敷を活かし、大玉（尺玉）や7・8号玉が、例年数多く打上げられている。
- 板橋側では同趣旨で「いたばし花火大会」が同日開催される。
- 戸田漕艇場南側は打ち上げ会場になっているため通行ができない。
- 開催時には戸田競艇場でもイベントなどが行われ、駐車場などが駐輪スペースとして利用されている。

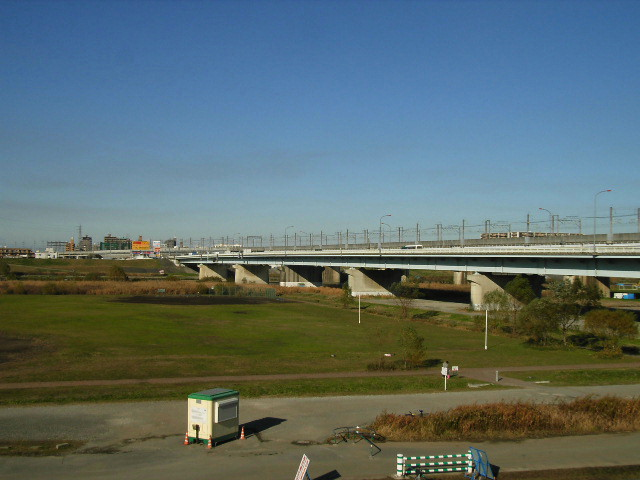
戸田橋(板橋区側からの撮影)

## 歴史
詳しくは公式サイトの「花火大会の魅力・歴史」を参照。
- 1951年（昭和26年）8月18日 旧戸田町主催・板橋区後援で第1回大会を開催。
- 1952年（昭和27年）8月16日 旧戸田町と板橋区の共催に変更。
- 1961年（昭和36年） 板橋区側が「区民納涼花火大会」と名称を変更し、形式上は別大会となる（ただし同日開催は変わらず）。
- 1964年（昭和39年） 東京オリンピック開催の前月祭として、この年のみ9月開催となる。
- 1965年（昭和40年） 開催中止。
- 1968年（昭和43年） 2度目の開催中止。
- 2011年（平成23年） 東日本大震災発生の影響で「安全が確保できない」との理由から開催中止。
- 2020年（令和2年）2020年東京オリンピック開催の為、5月23日開催に変更予定だったが、新型コロナウイルス感染症の流行の影響を受け中止[3]。更に2021 (68回)・2022年 (69回)も同様の中止。

## 露店
2015 (平成27)年（第62回大会）から安全上の理由により出店が大幅に制限される。 公式facebookにおいても出店減少により会場周辺で飲食物が購入できなかったとの書き込みがあった。

## 交通
- 当日は会場周辺で大幅な交通規制が実施される。この為、公共交通機関での来場が望ましい。
- 最寄駅
  - JR埼京線戸田公園駅より徒歩約15分（埼京線は毎年、臨時ダイヤを編成している）
- 路線バス
  - 戸田市コミュニティバス南西循環で約10分「県営戸田公園」バス停下車、徒歩すぐ